# Perovskia atriplicifolia
Perovskia atriplicifolia là một loài thực vật có hoa trong họ Hoa môi. Loài này được Benth. mô tả khoa học đầu tiên năm 1848. 
Cây thường mọc thẳng, thường đạt chiều cao 0,5-1,2 m, với thân vuông và lá màu xanh xám mang lại một mùi đặc biệt khi bị nghiền nát. Loài cây này được biết đến với hoa của chúng. Mùa hoa nở kéo dài từ giữa mùa hè đến tận cuối tháng 10, với màu hoa xanh da trời đến violet sắp xếp thành các nhánh hoa rực rỡ.

## Hình ảnh

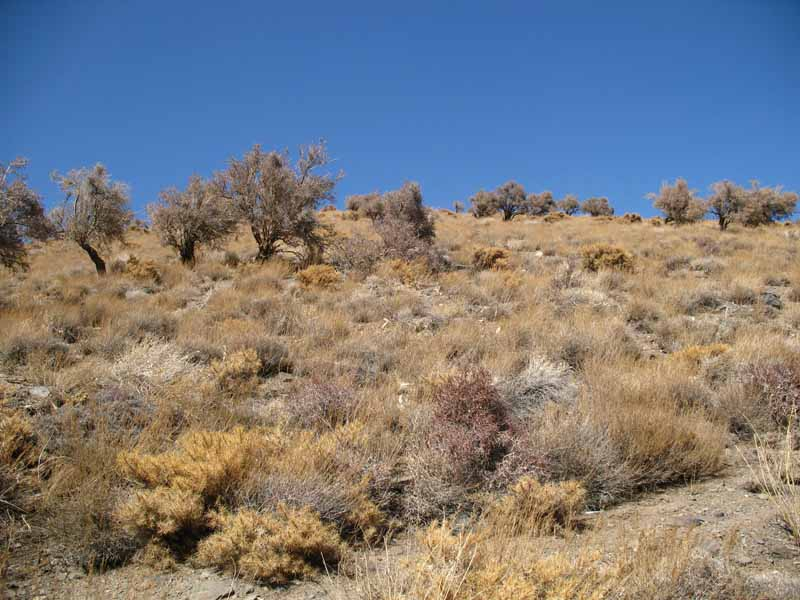
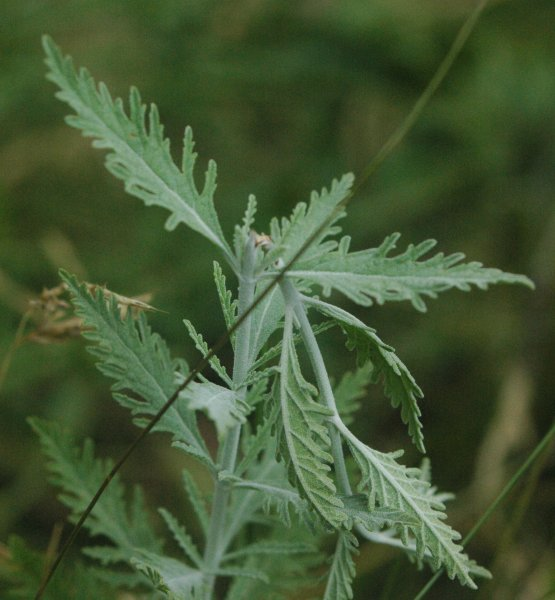
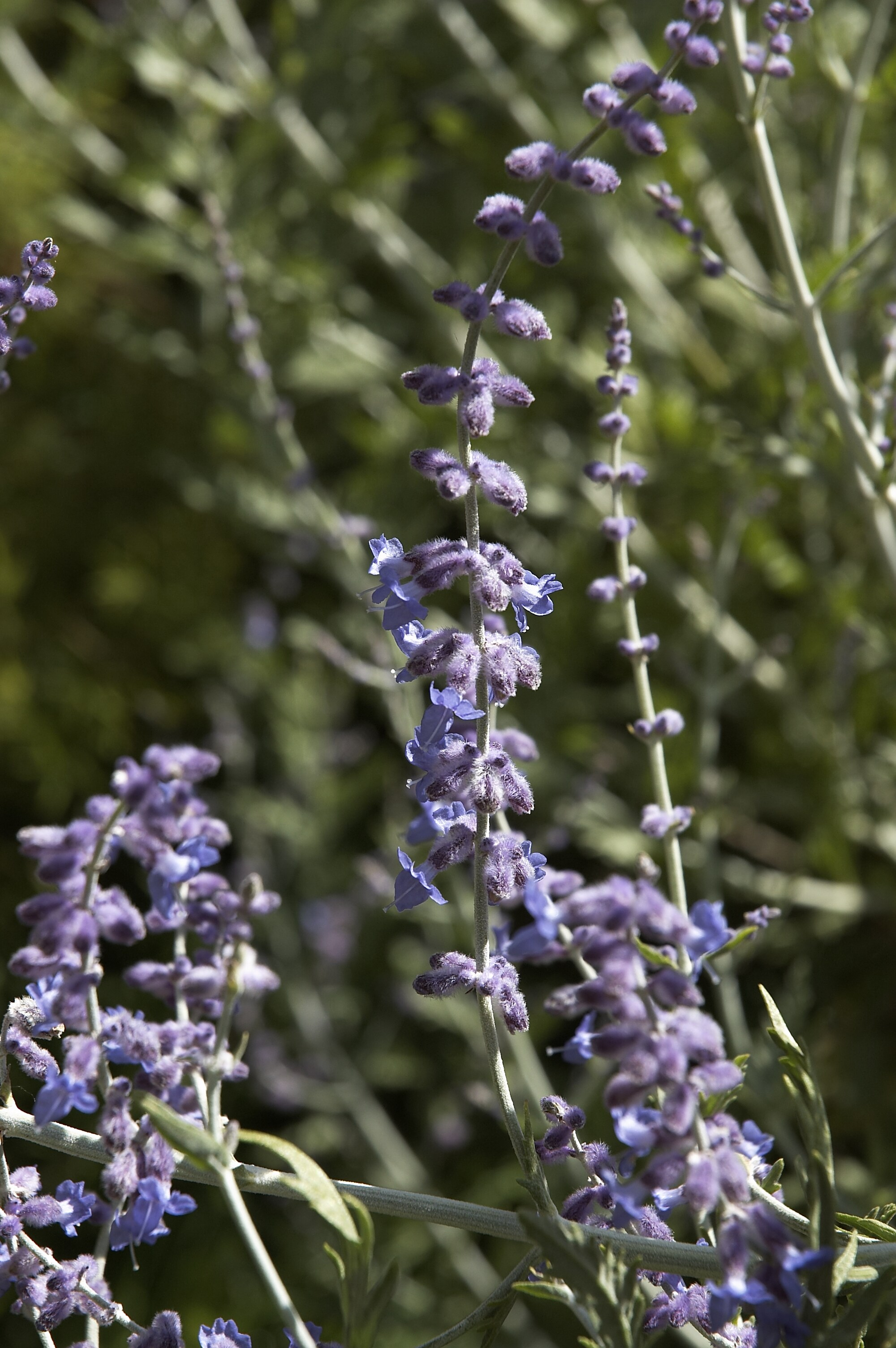
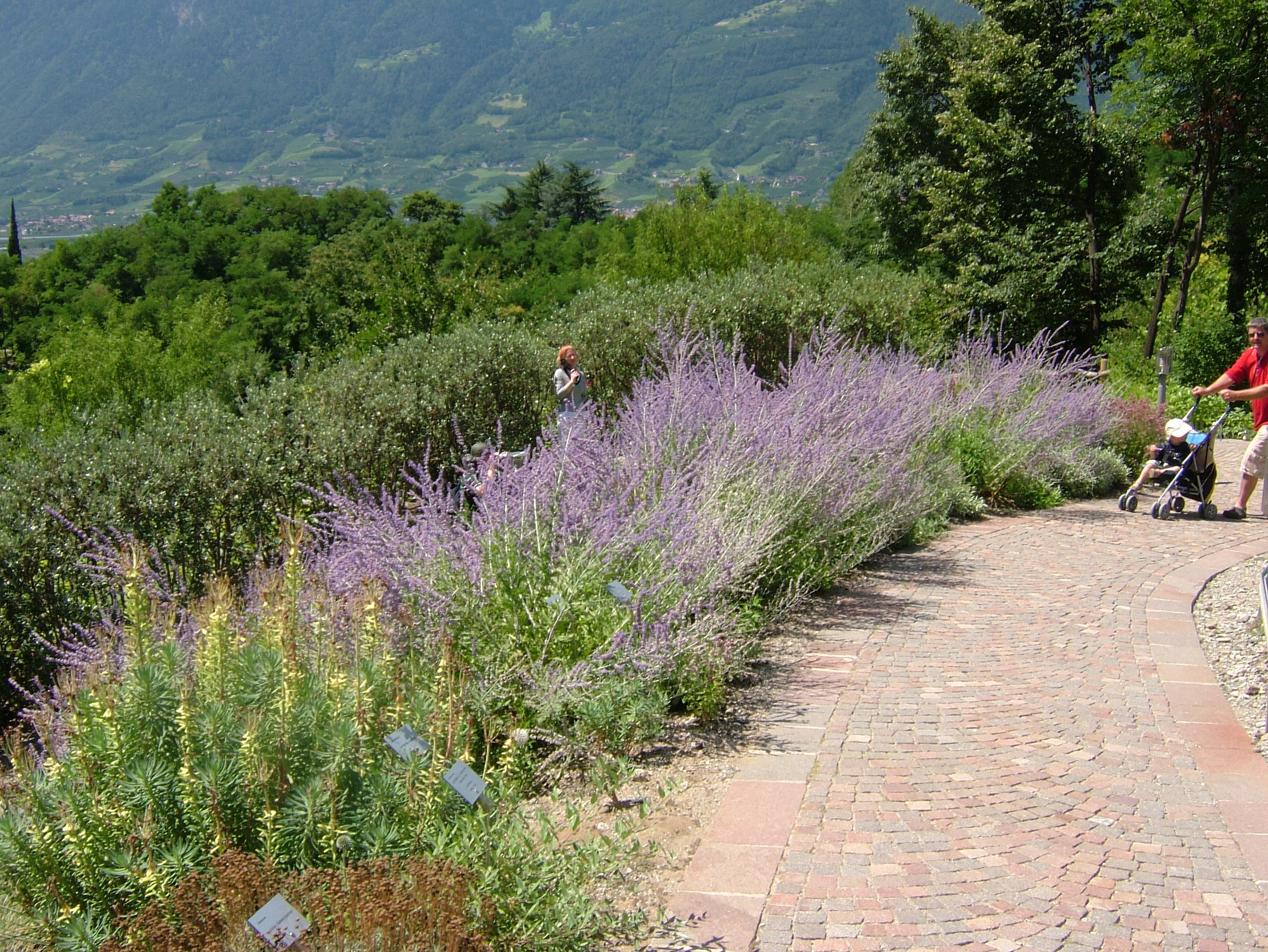